# Emile Etchegaray
Emile Pierre Narcise Etchegaray ou simplesmente Emile Etchegaray, foi um futebolista argentino, radicado na cidade do Rio de Janeiro, no Brasil.

## Carreira
Tendo jogado pelo Fluminense de 7 de setembro de 1903 a 21 de agosto de 1910, Emile Etchegaray fez cinquenta e oito gols em setenta e sete jogos disputados, sendo 44 deles no campo do Fluminense, em Laranjeiras, campo este onde é um dos dez maiores artilheiros do clube, mesmo tendo jogado em uma época com menos clubes e competições, o que fazia o número de jogos por ano ser bem menor do que nos períodos posteriores.
Na primeira partida do Fluminense com a camisa tricolor, 7 de maio de 1905, vitória sobre o Rio Cricket por 7 a 1 e três gols de Emile.
Emile, atacante, e seu irmão, Victor, zagueiro, foram os dois únicos jogadores presentes em todos os jogos da conquista do tetracampeonato carioca do Fluminense (1906-07-08-09).

## Principais títulos
- Campeonato Carioca: 1906, 1907, 1908 e 1909.